# Резеда бухарская
Резеда бухарская (лат. Reseda bucharica) — вид травянистых растений рода Резеда семейства Резедовые (Resedaceae).
Впервые вид был описан русским ботаником, флористом Дмитрием Ивановичем Литвиновым.
Естественным образом распространён на территории Центральной Азии, в Туркестане, на Памире и в Афганистане.
Является кормовым растением для гусениц бабочек глауконома.